# Serhij Jaworski (wojskowy)
Serhij Jaworski, ukr. Сергій Яворський (ur. 1892 we wsi Nowa Grebla w obwodzie winnickim, zm. w 1923 w Kijowie) – rosyjski, a następnie ukraiński wojskowy (pułkownik), antysowiecki działacz powstańczy.
Ukończył szkołę wiejską we wsi Nowa Grebla, po czym uczył się dalej w szkole we wsi Józefowka. Wstąpił do armii rosyjskiej. W 1910 r. w stopniu sztabskapitana służył w 41 Zielengonskim Pułku Piechoty. Brał udział w I wojnie światowej. Doszedł do stopnia pułkownika. Opowiadał się za niezależnością Ukrainy.  W 1917 r. stanął na czele 41 Zielengonskiego Pułku Piechoty, który na pocz. 1918 r. został przekształcony w 1 Łucki Pułk Piechoty. Następnie S. Jaworskyj objął dowództwo 2 Wołyńskiego Pułku Piechoty. W 1919 r. został zastępcą dowódcy 1 Dywizji Piechoty. Podczas 1 Marszu Zimowego dowodził oddziałem zwiadu konnego 3 Dywizji Strzeleckiej. Następnie był oficerem w 17 Brygadzie 6 Dywizji Siczowej. Pod koniec 1920 r. wraz z oddziałami ukraińskimi został internowany w Polsce. W marcu 1921 r. z rozkazu atamana głównego Symona Petlury powrócił na Ukrainę jako ataman "Karyj", dowodząc 2 Północną Grupą Powstańczą, działającą na obszarze Kijewszczyzny, Wołynia i większej części Podola. Faktycznie stał na czele oddziału konnego liczącego ok. 30-40 ludzi. Pod koniec sierpnia tego roku połączył się z oddziałami atamanów Lycha i Artioma Onyszczuka, osiągając liczebność ok. 100-120 ludzi. Na pocz. stycznia 1922 r. wraz z kilkoma swoimi podwładnymi został schwytany w jednym z chutorów przez funkcjonariuszy CzeKa. Następnie przewieziono go do Kijowa i osadzono w więzieniu. Po procesie skazano go na karę śmierci wykonaną przez rozstrzelanie w 1923 r.